# Audrey Banfield
Audrey Banfield (Audrey Ethel Banfield, geb. Bennett; * 1. April 1936 in Essex) ist eine ehemalige britische Hochspringerin.
1956 kam sie bei den Olympischen Spielen in Melbourne auf den 16. Platz, und 1958 wurde sie für England startend bei den British Empire and Commonwealth Games in Cardiff Sechste.
Ihre persönliche Bestleistung von 1,65 m stellte sie am 21. Juli 1956 in Prag auf.